# Apanteles mycerinus
Apanteles mycerinus är en stekelart som beskrevs av Nixon 1965. Apanteles mycerinus ingår i släktet Apanteles och familjen bracksteklar. Inga underarter finns listade i Catalogue of Life.